# 마리아 에스테베
마리아 에스테베(María Esteve, 1974년 12월 30일 ~ )는 아르헨티나의 배우이다.

## 출연 작품
- 사랑은 음악처럼 (2007)
- 투 사이즈 오브 더 베드 (2005)
- 무의식 (2004)
- 풋볼 데이 (2003)
- 연애의 기술 (2003)
- 해피 맨 (2001)
- 아트 오브 다잉 (2000)
- 우정 아닌 사랑 (1996)